# Pedemonte
Pedemonte (Pedemonte in veneto) è un comune italiano di 668 abitanti della provincia di Vicenza in Veneto.

## Geografia fisica

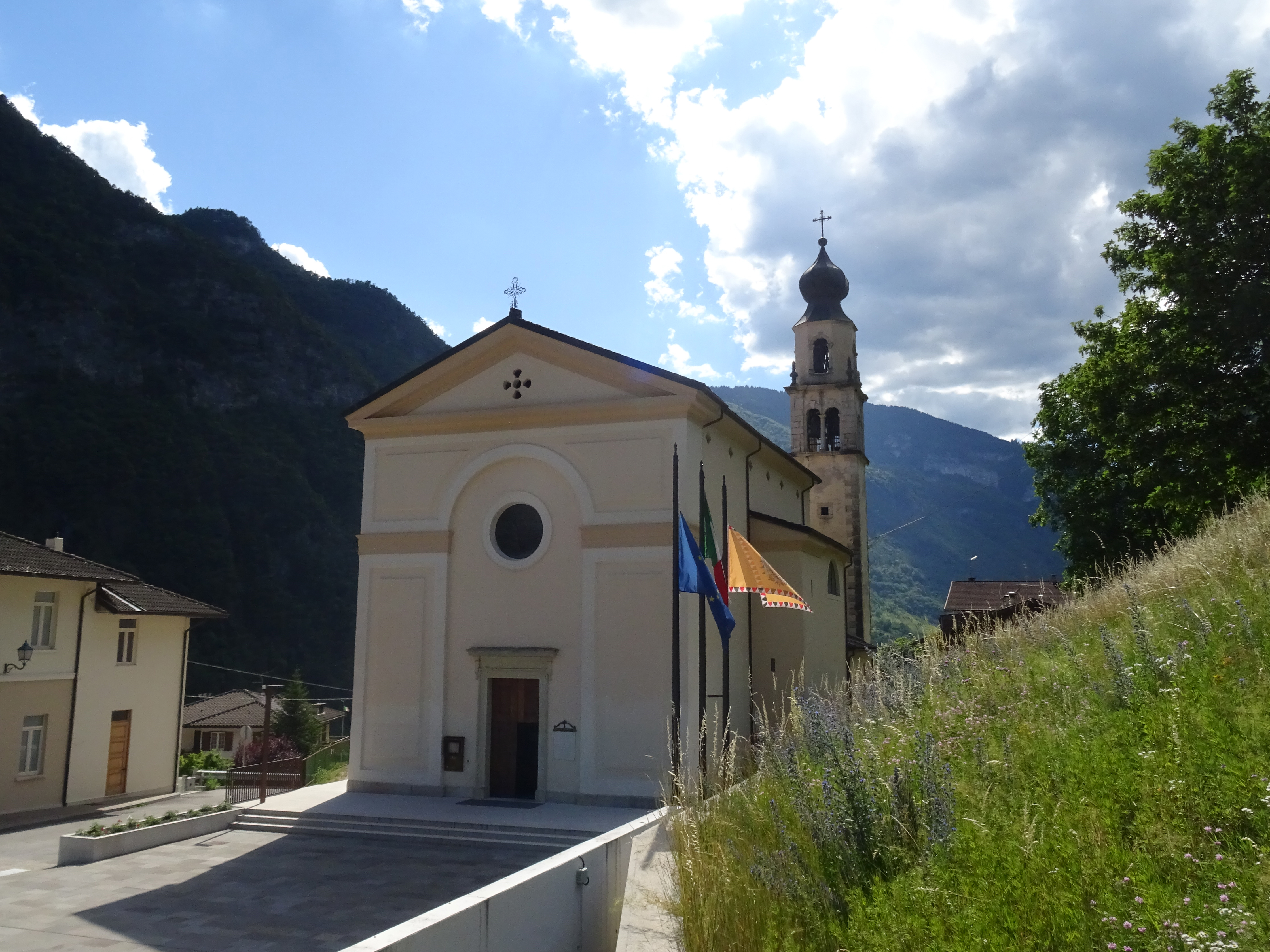
La parrocchiale di Santa Maria Assunta a Brancafora

### Territorio
Con una superficie di poco più di 1200 ha, Pedemonte è uno dei più piccoli comuni del Vicentino. È posto sulla riva sinistra dell'Astico, che lo divide dal territorio di Lastebasse, ai piedi di scoscesi e boscosi pendii che risalgono verso gli altipiani di Lavarone e di Luserna. Solo nel fondovalle e su qualche terrazzo vi sono tratti piani, un tempo coltivati.
Nella fascia inferiore i boschi sono prevalentemente di carpino nero e di roverella, nella parte superiore di faggio, di abete bianco e rosso; in basso, lungo il torrente tra Giaconi e Carotte, vi sono soprattutto arbusti di salice.

## Origine dei nomi
Il toponimo "Pedemonte" (conosciuto in cimbro come Dross o Tal) - termine generico che indica un'estensione comunale, non un abitato - deriva evidentemente dalla posizione dell'abitato, posto al di sotto degli altipiani di Lavarone e Luserna.
Quello della frazione "Casotto" può derivare dai "casotti", le baracche del fondovalle usate dai contadini che, per ragioni di sicurezza, vivevano sulle pendici del monte; oppure - altra interpretazione ma che conduce ad un significato simile - da "Ca' Sotto", in contrapposizione con le case di sopra.
La frazione "Carotte" trae il nome da "case rotte".

## Storia

### Medioevo
Una leggenda - registrata in una pergamena custodita nell’archivio Trapp - ma che non ha alcuna fondatezza storica, attribuisce l'erezione della chiesa di Brancafora a papa Bonifacio IV, vissuto nel VII secolo, il quale l'avrebbe arricchita di molte indulgenze.
La prima menzione storica in questo luogo si riferisce all'ospizio per i pellegrini e i viandanti a Brancafora, dove la strada della valle dell'Astico - che collegava il territorio vicentino al Trentino e alla Germania - si biforcava con una deviazione verso la conca di Caldonazzo e Levico nell'alta Valsugana.
Quanto alla data di fondazione dell'ospizio vi sono solo ipotesi. La prima ritiene che, dopo la donazione di Berengario del 917 al vescovo di Padova, questi abbia fatto costruire su questo territorio gli ospizi di San Pietro di Valdastico e di Brancafora, necessari per l'assistenza ai numerosi pellegrini che transitavano per la valle. Una seconda ipotesi attribuisce l'erezione dell'ospizio ai monaci benedettini dell'abbazia di San Felice di Vicenza, molto attivi nel territorio vicentino fin dal secolo VIII e che avevano dei consistenti possedimenti nella zona di Caltrano, l'antica pieve alla quale convergevano tutte le chiese dell'alto Vicentino.
Accanto all'ospizio fu presto eretta una chiesa dedicata a "Santa Maria di Brancafora", la denominazione che ha indicato sia la chiesa che la località fino a tutto il 1700. Di fatto, fin dall'inizio del millennio si sviluppò una notevole devozione alla Madonna di Brancafora: testimonianze scritte di essa risalgono al 1300 e registrano l'arrivo di pellegrini provenienti sia dall'Alto Vicentino che dal Trentino.
Le citazioni più antiche di Brancafora sono del 1154, un documento con il quale il papa Adriano IV confermava al vescovo di Padova una serie di possedimenti tra i quali Brancafora, e del 1199, in cui si registra una donazione di L. 10 all'ospizio da parte di Speronella, moglie di Ezzelino II.
Fin dall'inizio alla chiesa di Brancafora facevano riferimento tutti i masi sparsi nella parte terminale della valle dell'Astico e in parte anche sull'altipiano, essendo la chiesa di Brancafora l'unica esistente nella zona.
Verso la metà del Trecento, durante la dominazione scaligera, il territorio di Pedemonte fu sottoposto, sotto l'aspetto amministrativo, al Vicariato civile di Schio e tale rimase sino alla fine del XVIII secolo.

### Epoca moderna
Nel 1461 Jacob Trapp comperò dal duca dei Tirolo Sigismondo l'intera giurisdizione di Caldonazzo, cui Pedemonte e il suo territorio furono sempre soggetti; e nel 1535 le comunità di Pedemonte e Casotto, dopo lunghe diatribe e lotte, furono inserite nel principato di Trento e quindi nell'impero asburgico, rimanendovi fino alla conclusione della prima guerra mondiale. Dal punto di vista ecclesiastico rimasero sotto la diocesi di Padova fino al 1785 quando, per decreto dell'imperatore Giuseppe II, passarono sotto la diocesi di Trento.
La giurisdizione della famiglia Trapp cessò nel 1803, insieme al principato vescovile di Trento, in occasione delle guerre napoleoniche.

### Epoca contemporanea
Nel 1914, allo scoppio della prima guerra mondiale, i giovani di Pedemonte furono arruolati nell’Imperial regio Esercito austro-ungarico e inviati a combattere sul fronte orientale; nel maggio 1915, al momento dell'entrata in guerra dell'Italia, la popolazione fu evacuata e portata insieme ad altre comunità trentine nella zona di Braunau am Inn, vicino alla Germania, dove rimase, in un ambiente di baracche, freddo, fame e malattie, fino alla fine delle ostilità.
Nel 1920 il territorio fu annesso al Regno d'Italia sotto la giurisdizione della provincia di Trento; Pedemonte passò alla provincia di Vicenza per volontà del governo fascista nel 1929, conservando però il sistema catastale tavolare austriaco, con gli uffici del catasto e il libro fondiario con sede a Trento.
Nel 1964, quando la diocesi di Trento rinunciò a Bolzano e i confini ecclesiali furono unificati con quelli civili della provincia, anche la parrocchia di Pedemonte fu staccata dalla diocesi di Trento e unita a quella di Vicenza.
La frazione di Casotto fu comune a sé stante fino al 1940, anno in cui era stata aggregata agli abitati di Pedescala, Forni e San Pietro per formare il nuovo comune di Valdastico. Nel 1980, in seguito a referendum e a delibera regionale, fu unita a Pedemonte.
La popolazione, tramite referendum del 10 marzo 2008, ha espresso la volontà di far ritornare i due paesi parte della provincia autonoma di Trento.

## Monumenti e luoghi d'interesse

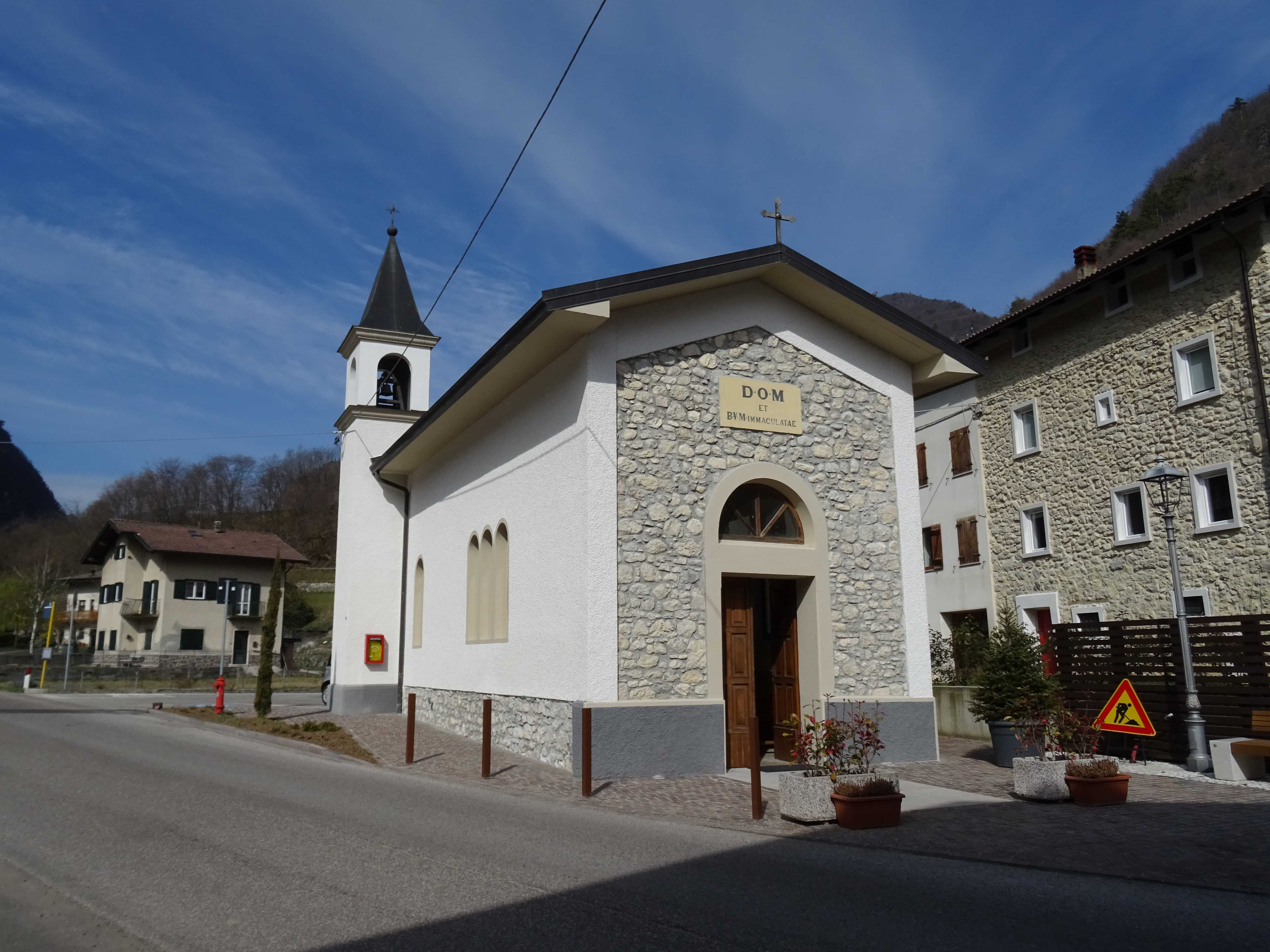
La chiesetta della Madonna di Lourdes in località Longhi

### Architetture religiose
- Chiesa parrocchiale di Santa Maria Assunta, a Brancafora; costruita accanto all'ospizio per viandanti, fu per secoli l'unico centro religioso dell'alta Valle dell'Astico. Verso la metà dei Quattrocento o all'inizio dei Cinquecento la chiesa di Brancafora venne eretta a parrocchia, con giurisdizione sui masi di Scalzeri, Longhi, Ciechi, Carotte, Luserna, come pure su quelli di Montepiano, Ponteposta, Giaconi, Snideri, anche se situati sulla destra dell'Astico, territorio soggetto alla diocesi di Vicenza; nel 1752 vi venne aggiunta la comunità di Lastebasse[8].
- Chiesa di San Rocco, in frazione Scalzeri: ex voto per l'epidemia del 1855, distrutta durante la grande guerra e riedificata nel 1920
- Chiesa del Sacro Cuore di Gesù, in frazione Carotte
- Oratorio della Madonna di Lourdes, in frazione Longhi; ex voto durante la seconda guerra mondiale
- Chiesa di San Giovanni Nepomuceno, in frazione Casotto; costruita nel 1746-48, subì profondi danni durante la prima guerra mondiale e fu ricostruita nel 1920.

### Altri luoghi d'interesse
Tutta la vallata ha un particolare richiamo dal punto di vista paesaggistico, da Casotto Alto (con il cimitero stretto attorno alla chiesa e il bel panorama sulla valle), a Scalzeri (che mantiene una patina di antichità rurale), a Brancafora (centro spirituale del paese, ricco di storia).
Manufatti storici
- i monumenti ai caduti di Brancafora e di Casotto
- il vecchio mulino dei Rossato a valle di Scalzeri
- la vecchia canonica di Casotto. Costruita alla fine del XV secolo dai conti Trapp, recuperata e restaurata negli anni ottanta del Novecento, infine adibita a casa di riposo e soggiorno

Sotto l'aspetto naturalistico
- le cascate del Gorgo Santo
- le numerose grotte esistenti in varie parti del territorio (Grotta della Torretta a Casotto, Grotta del Riosolo a Scalzeri, Covolo della Campane a Brancafora e altre) di notevole interesse speleologico
- le "Marogne", grande slavina sull'Astico, sopra Casotto, generate dal grande terremoto del 1117 e che fino a 1278 formarono un lago di sbarramento sul fiume[11].

## Società

### Evoluzione demografica
Abitanti censiti

## Cultura

### Istruzione
Nel Comune di Pedemonte vi sono una scuola dell'infanzia e una scuola primaria statali.
Nel capoluogo vi è la Biblioteca civica, che fa parte della rete di biblioteche vicentine "Biblioinrete", insieme alla maggior parte della biblioteche appartenenti alla Rete Bibliotecaria Vicentina.

## Geografia antropica
Attualmente Pedemonte è formato da otto contrade: Carotte, Ciechi, Quadri, Brancafóra, Longhi, Scàlzeri, Casotto Alto, Casotto Basso.
Storicamente invece erano presenti:
- Carotte, fino alle Zerezàre
- Brancafóra, dalla Cróse de la maestra al Rotòrto
- Longhi, fino allo Stìchele
- Scalzeri (Skelzerhof in cimbro, fino alla Val Grossa (Grosstal in cimbro)
- Casòto, dalla Val Grossa alla Val Tóra (Tuvar in cimbro)

## Economia
Sono state in gran parte abbandonate la povere coltivazioni del passato, di cui sono ancora testimonianza le terrazze spianate lungo i fianchi della montagna; in esse venivano anche coltivati alberi da frutto e modesti vigneti, che hanno fornito il simbolo allo stemma comunale; sparito quasi del tutto anche l'allevamento del bestiame. Ridotta la produzione sono sparite anche le aziende, come due caseifici, per la trasformazione dei prodotti.
Con il secondo dopoguerra si è conclusa però la forte emigrazione che aveva caratterizzato la prima metà del Novecento. Molti emigrati sono ritornati in paese, dando vita ad un attivo artigianato locale; dopo il 1965 sono state create una ventina di imprese, molte delle quali sono state posizionate in una zona artigianale e industriale creata allo scopo.

## Infrastrutture e trasporti
Sulla sponda destra dell'Astico, la valle è percorsa dalla Strada statale 350 di Folgaria e di Val d'Astico che collega Calliano a Schio, assicurando una buona viabilità, con più corse giornaliere garantite dalla Società Vicentina Trasporti (SVT).
Sulla sponda sinistra, la vecchia strada austriaca è stata irreparabilmente distrutta tra Scalzeri e Casotto durante l'alluvione del 1966. Alcuni ponti collegano la SS 350 con gli abitati del comune su questa sponda.

## Amministrazione
| Periodo        | Periodo        | Primo cittadino | Partito                            | Carica  | Note   |
| -------------- | -------------- | --------------- | ---------------------------------- | ------- | ------ |
| 3 luglio 1985  | 1º luglio 1990 | Bruno Scalzeri  | Democrazia Cristiana               | Sindaco | [ 15 ] |
| 1º luglio 1990 | 24 aprile 1995 | Bruno Scalzeri  | Democrazia Cristiana               | Sindaco | [ 16 ] |
| 24 aprile 1995 | 14 giugno 1999 | Bruno Scalzeri  | lista civica                       | Sindaco | [ 17 ] |
| 14 giugno 1999 | 14 giugno 2004 | Bruno Scalzeri  | centro                             | Sindaco | [ 18 ] |
| 14 giugno 2004 | 8 giugno 2009  | Daniele Carotta | lista civica                       | Sindaco | [ 18 ] |
| 8 giugno 2009  | 26 maggio 2014 | Roberto Carotta | lista civica Giovani Insieme       | Sindaco | [ 19 ] |
| 26 maggio 2014 | 27 maggio 2019 | Roberto Carotta | lista civica Insieme per Pedemonte | Sindaco | [ 20 ] |
| 27 maggio 2019 | 10 giugno 2024 | Roberto Carotta | lista civica Insieme per Pedemonte | Sindaco | [ 21 ] |
| 10 giugno 2024 | in carica      | Diego Carotta   | lista civica Insieme per Pedemonte | Sindaco | [ 22 ] |

### Variazioni
La circoscrizione territoriale ha subito le seguenti modifiche: 
- nel 1929 con decreto in epoca di governo fascista Pedemonte e Casotto vennero staccati dalla provincia di Trento ed aggregati a quella di Vicenza
- nel 1980 aggregazione dell'ex comune di Casotto, staccatosi con referendum dal comune di Valdastico[23]
- Il 9 e il 10 marzo 2008 si è svolto il referendum per il passaggio alla provincia autonoma di Trento. La percentuale dei favorevoli al cambio di regione è del 51,05% sul totale degli aventi diritto, superando il quorum per 8 voti (414/811).

### Sistema Catasto - Libro fondiario (Tavolare)
Come retaggio della passata appartenenza al Trentino, il sistema fondiario che regola il trasferimento degli immobili è quello tavolare, vigente un tempo nell'impero asburgico. In applicazione di una norma di attuazione dello Statuto di Autonomia del Trentino, gli organi a ciò preposti in provincia di Trento hanno competenza anche a Pedemonte.